# Carlos Carsolio
Carlos Carsolio Larrea (Ciudad de México, 4 de octubre de 1962) es un montañista, escultor e ingeniero civil egresado de la Universidad Autónoma Metropolitana (UAM). Es el mayor de siete hermanos; es la cuarta persona (y la primera no europea), en alcanzar las cimas de los 14 ochomiles. En la actualidad, es la segunda persona en haber conseguido este reto a menor edad (con 33 años y 220 días), tras Alberto Iñurrategi (con 33 años y 194 días).[cita requerida]
Su madre, apasionada de las alturas, lo inició en la aventura del montañismo cuando embarazada, escaló el Iztaccíhuatl de 5.220 msnm, a pesar de las recomendaciones de su médico.
Su ídolo de juventud fue Hermann Buhl, posteriormente, Lynn Hill, Peter Croft y Jerzy Kukuczka.

## Escaladas importantes

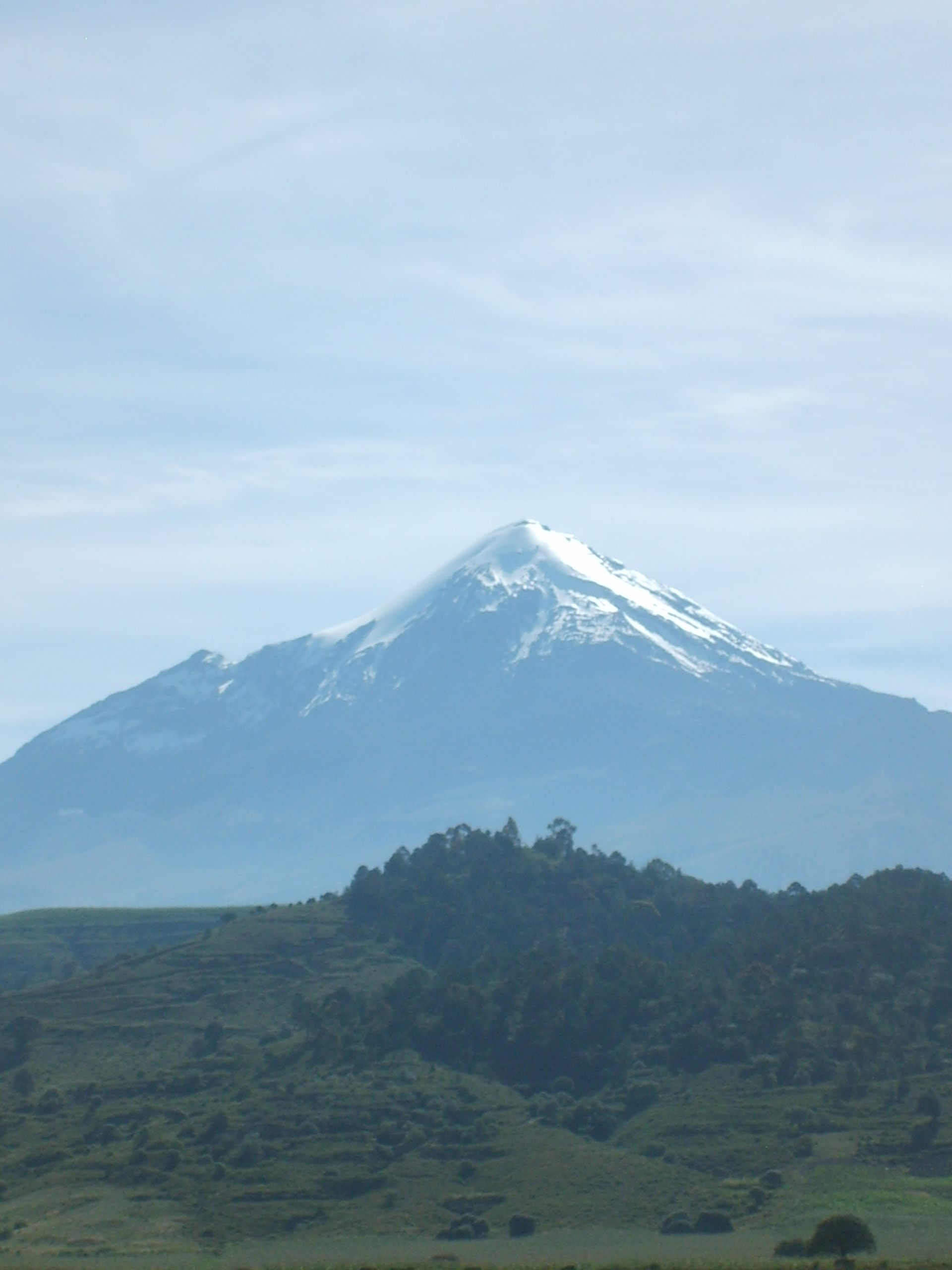
El Pico de Orizaba de 5,610 msnm.

Sus primeras cumbres fueron en México: el Pico de Orizaba, el Popocatépetl y el Iztaccíhuatl.
A principios de la década de 1980, escala en roca la nariz de El Capitán en Yosemite, California.[cita requerida]
A los 22 años, Carsolio consiguió su primer gran logro siguiendo la difícil ruta de Reinhold Messner, escalando la cara sur del Aconcagua, el pico más alto de América con 6.962 msnm.
Viaja a la Patagonia en 1990 con Andrés Delgado y realizan el primer ascenso mexicano al Cerro Torre de 3.128 msnm, considerado por los expertos como la montaña más difícil del mundo por su gran pared de granito de por lo menos 800 metros de altura. La ascensión se llevó a cabo por la Ruta del Compresor de Cesare Maestri.[cita requerida]
En 1991 Carlos y Andrés, nuevamente juntos, escalan en la isla de Baffin, Canadá donde consiguen varios primeros ascensos mexicanos y un primer ascenso mundial que significaron grandes logros para ambos montañistas.[cita requerida]

## Los catorce ochomiles
Logra su primer ochomil haciendo equipo con el que muchos consideraban como el mejor montañista del mundo, Jerzy Kukuczka, al ascender al Nanga Parbat el 13 de julio de 1985, junto a una expedición polaca liderada por Pawel Mularz, estableciendo una nueva ruta a través del pilar Sureste.
Carsolio ascendió al Shisha Pangma junto con Elsa Ávila para ser los primeros mexicanos en alcanzar esa cima el 18 de septiembre de 1987. En la misma expedición también iban: Ramíro Navarrete, Ryszard Warecki, Wanda Rutkiewicz, Jerzy Kukuczka y Artur Hajzer. Para Navarrete sería el primer ascenso ecuatoriano de un ochomil.
Con la ascensión al Makalu el 12 de octubre de 1988, queda el tercer ochomil en la cuenta personal de Carlos. El Makalu es una de las montañas más difíciles del mundo para escalar, solo para expertos. El ascenso final a la cumbre implica técnicas de escalada en hielo y roca. El descenso de Carsolio en solitario fue complicado en extremo ya que tuvo principios de edema pulmonar por lo que tuvo que utilizar oxígeno suplementario que venturosamente le fue suministrado por una expedición catalana que intentaba el ascenso.

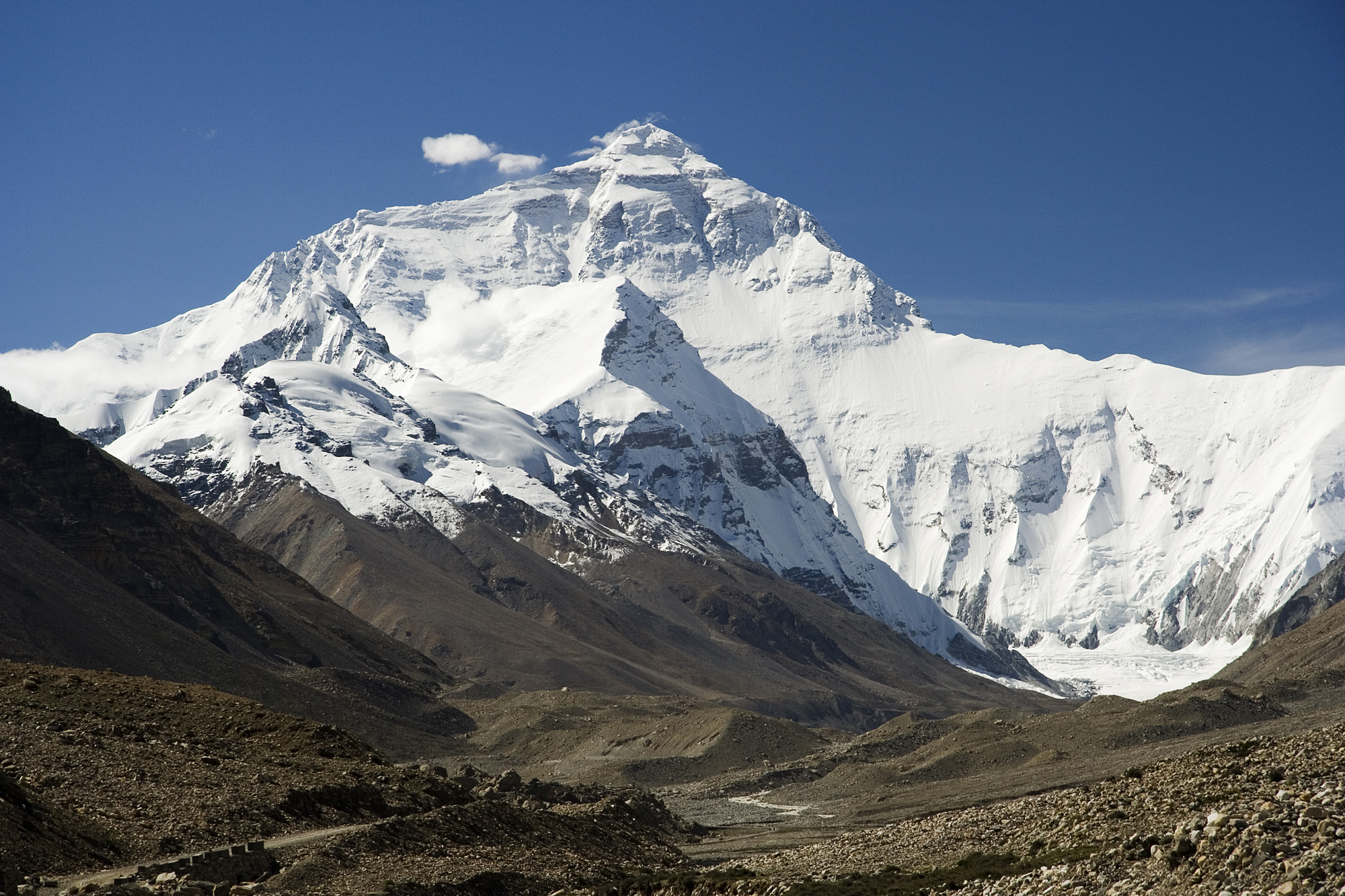
El monte Everest visto desde el Tíbet

El 13 de octubre de 1989, Carsolio encabeza una ascensión mexicana y hace cumbre en el monte Everest por la ruta sureste sin ayuda de oxígeno. Ésta era una cuenta pendiente con la montaña. Meses antes, junto con Elsa Ávila, tuvieron que abortar la misión debido a que su compañera presentó un grave edema pulmonar y a tan solo 92 metros de la cumbre se vieron forzados a bajar; Elsa haría cumbre 10 años después. Sin embargo, el 16 de mayo, su compatriota Ricardo Torres Nava alcanzó la cima del también llamado Chomolungma, para convertirse en el primer ascenso mexicano y latinoamericano, aunque con ayuda de oxígeno, en una expedición estadounidense. Ese 1989 fue particularmente difícil; los sherpas lo consideraron un año negro, ya que de las 24 personas que ascendieron al Everest, 8 murieron durante el descenso.

## Éxito y tragedia en el Kanchenjunga
El 13 de mayo de 1992, Carsolio hace cumbre en solitario. La gran alpinista Wanda Rutkiewicz, la mejor del siglo XX, inició el ascenso junto con Carlos a las 3:30 a.m. del 12 de mayo desde el campo IV situado a 7.950 metros. Después de unas doce horas de escalada, bajo una fuerte nevada, Carlos alcanzó la cima (la única de ese año). Rutkiewicz le dice a Carsolio que él solo continúe el ascenso. Después de alcanzar la cima, el mexicano comienza el descenso, alrededor de los 8.200-8.300 metros se encuentra con Wanda, quien decidió hacer vivac empecinada a retomar la subida al día siguiente; sin ninguna clase de alimento. Exhausto física y mentalmente, Carsolio no pudo convencerla de descender con él, nunca más se le volvió a ver.
El sexto ochomil conquistado le corresponde al técnicamente complejo K2 el 13 de junio de 1993. Los escaladores más avanzados la califican como la cumbre más difícil del mundo.
El 26 de abril de 1994, Carsolio escala el Cho Oyu implantando un récord mundial de velocidad en ascenso alcanzado desde el campo base en 18 horas y 45 minutos.
Nuevo récord mundial en el Lhotse. Con un ascenso de 23 horas y 50 minutos desde el campo base a la cumbre, el 13 de mayo de 1994, Carsolio hace cumbre en solitario en su octavo ochomil.
La Ruta Carsolio, el 9 de julio de 1994, Carlos hace cumbre en el Broad Peak, estableciendo una nueva ruta en la cara Oeste del coloso en solitario, ahora conocida con su nombre. Carsolio la califica como su escalada más satisfactoria. Con esto Carlos es apenas la quinta persona en hacer una nueva ruta en solitario de un ochomil.
El año 1994 se termina para Carsolio con dos récords mundiales en tan solo 17 días, una nueva ruta y tres ochomiles en la bolsa.
1995 es el año más productivo de Carsolio: conquista el Annapurna el 25 de abril, el Dhaulagiri el 15 de mayo, el Gasherbrum II el 4 de julio y el Gasherbrum I el 15 de julio (también se le conoce como K5 o Hidden Peak), cuatro ochomiles más, restándole tan solo uno, el Manaslu, que ya había intentado en 1986 con Kukuczka. Carsolio no logró la cima en aquella ocasión, con principios de congelación en los dedos de pies y manos casi pierde la vida en esa expedición que buscaba una nueva ruta.

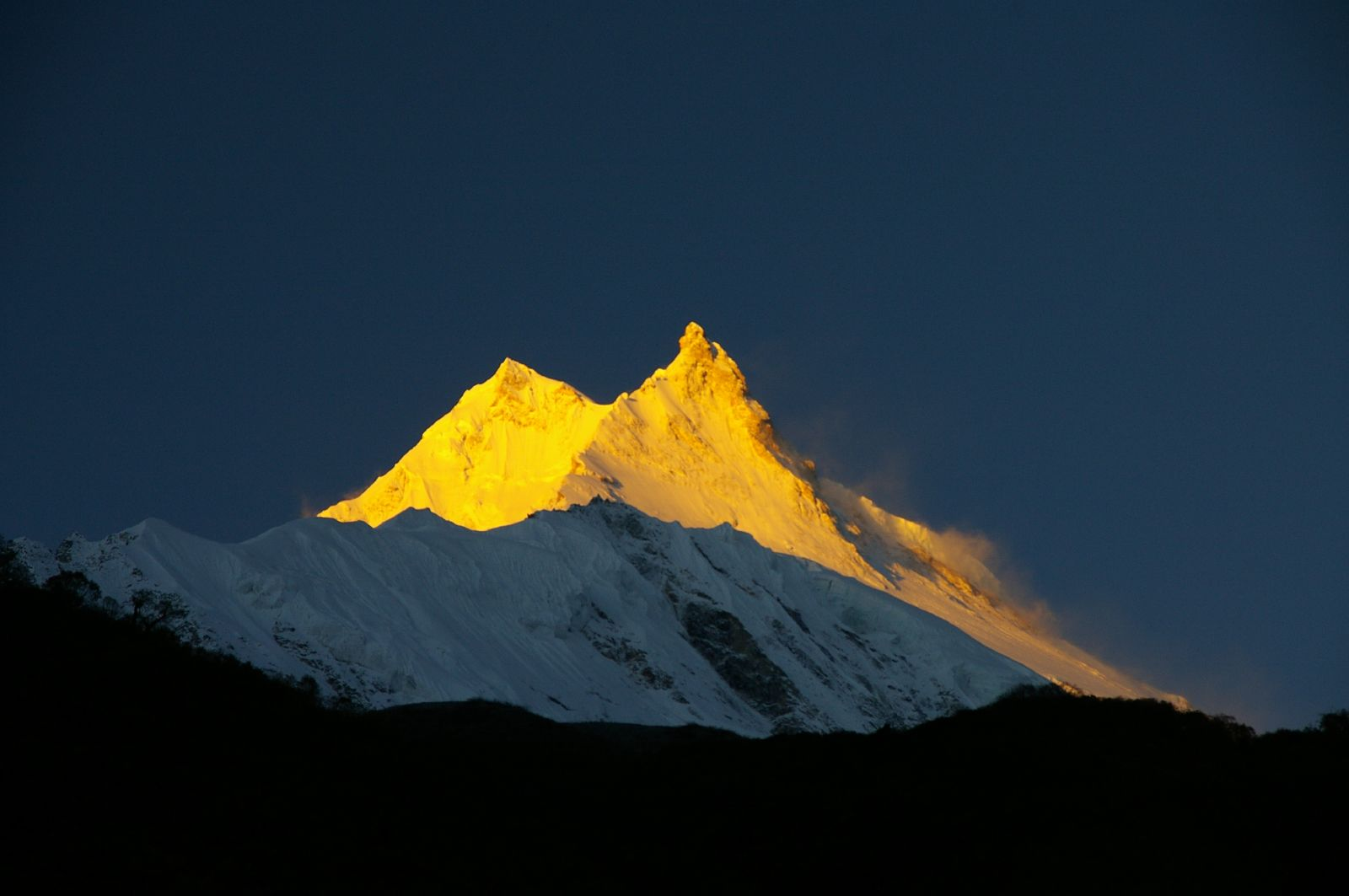
El Manaslu, último de los 14 ochomiles alcanzado por Carsolio en 1996

El 12 de mayo de 1996, Carlos y su hermano menor, Alfredo, hacen cumbre en el Manaslu en estilo alpino. Para Carlos sería su anhelado decimocuarto y último ochomil. El Manaslu se caracteriza por su mal tiempo, el riesgo es mayor que en otras montañas. Las estadísticas de las personas que allí mueren son mucho más altas que las del Everest, en donde aproximadamente de ocho alpinistas que llegaron a la cumbre uno murió; mientras que en el Manaslu, la estadística es de tres a uno. El ascenso al Manaslu por los hermanos Carsolio tuvo un grave contratiempo a 200 metros de la cima, los montañistas observaron que se avecinaba una fuerte tormenta entre el Annapurna y el Dhaulagiri, calcularon que al Manaslu llegaría en un par de horas, justo el momento en que estuvieran acariciando la cima. La presión de los medios internacionales era enorme, Carlos nunca había realizado una expedición tan bien preparado, equipado y financiado, solo le restaba un ochomil, pero para sobrevivir, tomaron la decisión correcta, dar la vuelta. Afortunadamente la tormenta no llegó tan alto, alrededor de los 7.300 metros. Aunque los Carsolio tuvieron que cavar frenéticamente una cueva en el hielo para protegerse. Fue un duro golpe. Luego de una semana de recuperación salieron de nuevo y después de unos días hicieron cumbre. El objetivo estaba cumplido, Carlos Carsolio conseguía los 14 ochomiles y era noticia en todo el mundo.

## Los 14 ochomiles alcanzados por Carsolio[22]
| Cumbre        | Altura (m) | Año  | Comentarios                                                                  |
| ------------- | ---------- | ---- | ---------------------------------------------------------------------------- |
| Nanga Parbat  | 8.128      | 1985 |                                                                              |
| Shisha Pangma | 8.027      | 1987 |                                                                              |
| Makalu        | 8.463      | 1988 | En solitario, con auxilio del oxígeno suplementario solo en la bajada        |
| Monte Everest | 8.848      | 1989 |                                                                              |
| Kangchenjunga | 8.586      | 1992 | En solitario                                                                 |
| K2            | 8.611      | 1993 |                                                                              |
| Cho Oyu       | 8.201      | 1994 | En solitario y récord del mundo, 18 horas y 45 minutos                       |
| Lhotse        | 8.506      | 1994 | En solitario y récord del mundo, 23 horas y 50 minutos                       |
| Broad Peak    | 8.047      | 1994 | Quinto hombre que abre una nueva ruta en un ochomil ascendiendo en solitario |
| Annapurna     | 8.091      | 1995 |                                                                              |
| Dhaulagiri    | 8.167      | 1995 | En solitario                                                                 |
| Gasherbrum II | 8.035      | 1995 |                                                                              |
| Gasherbrum I  | 8.068      | 1995 |                                                                              |
| Manaslu       | 8.163      | 1996 |                                                                              |

## Premios y reconocimientos
Recibió el Premio Nacional de Deportes de México en 1985.